# Santa Maria (Matadars)

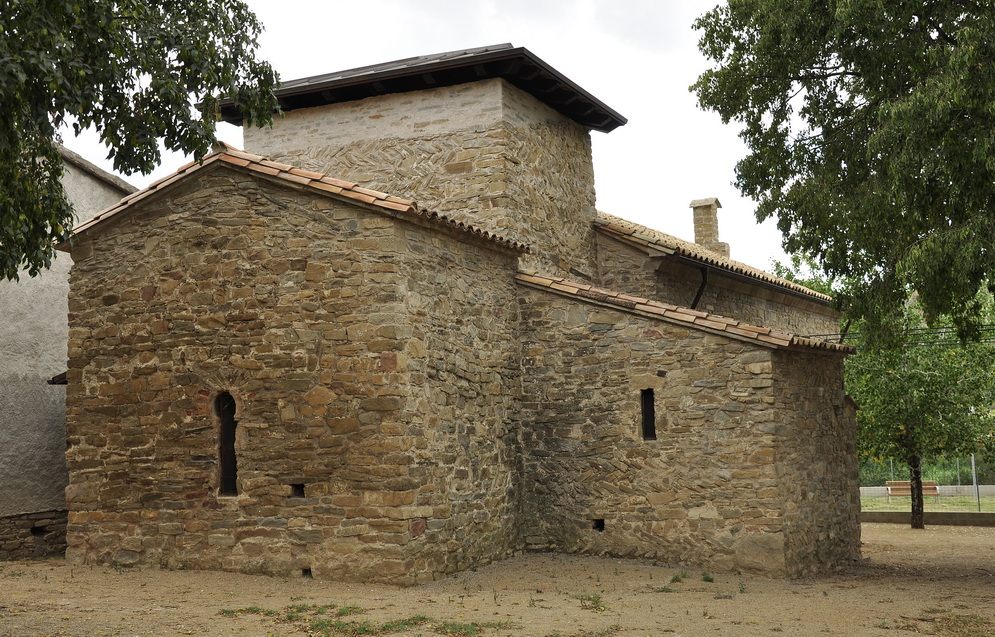
Kirche Santa Maria de Matadars

Mare de Déu de Matadars – Museu Nacional d’Art de Catalunya

Die Kirche Santa Maria von Matadars oder Santa Maria von Marquet ist – neben der Kirche Sant Julià de Boada – einer der ältesten und bedeutendsten Bauten der mozarabischen Architektur in Katalonien.

## Lage
Die Kirche Santa Maria de Matadars befindet sich in der Gemeinde (municipi) von El Pont de Vilomara i Rocafort in der Landschaft und Weinregion Pla de Bages in der Provinz Barcelona in der Autonomen Region Katalonien. Sie liegt in einer Höhe von etwa 200 Metern ü. d. M. Die nächstgelegene größere Stadt, Manresa, befindet sich etwa zehn Kilometer (Fahrtstrecke) nordwestlich.

## Geschichte
Zur Bauzeit oder zum Weihejahr der Kirche existieren keine urkundlichen Belege. Erstmals erwähnt wird sie im Jahr 956 in einer Schenkungsurkunde zugunsten des Klosters Santa Cecília de Montserrat. In der Folgezeit diente sie zumeist als Pfarrkirche, denn im 11. Jahrhundert erhielt sie ein neues Langhaus und im 17. Jahrhundert einen Barockaltar, der jedoch im Rahmen einer umfangreichen Restaurierungsmaßnahme in den 1950er Jahren wieder entfernt wurde.

## Architektur

### Außenbau
Der aus weitgehend unbearbeiteten Bruchsteinen errichtete Außenbau gliedert sich in Apsis, Vierungsturm, Sakristei und Langhaus; die drei erstgenannten Bauteile werden der mozarabischen Architektur zugerechnet, während das Langhaus der romanischen Stilepoche angehört. An einigen Wandpartien des mozarabischen Baues sind Fischgrätmuster zu erkennen, die ursprünglich wohl unheilabwehrend (apotropäisch), später jedoch eher dekorativ gemeint waren. Das schmale Ostfenster der flach schließenden und beinahe quadratischen Apsis wird von einem kleinen Hufeisenbogen bekrönt. Das Mauerwerk des Langhauses besteht aus halbwegs regelmäßig behauenen Steinen, die in Lagen angeordnet sind. Die Fassade der Kirche ist nahezu schmucklos gestaltet.

### Inneres
Das etwa 3,20 Meter breite und 7,50 Meter lange tonnengewölbte Kirchenschiff ist unverputzt. Über dem Eingangsportal befindet sich ein kreuzförmiges Fenster; weitere kleine – ehemals unverglaste – Rundbogenfenster öffnen sich in den Seitenwänden. Nach Osten schließt sich – hinter einem aus Bruchsteinen konstruierten und insgesamt als Hufeisenbogen ausgebildetem Chor- oder Triumphbogen – ein etwa 3,20 Meter breiter und 1,20 Meter tiefer „Vierungsbereich“ an, der mit einem zweiten Hufeisenbogen in die verputzte Apsis überleitet.

## Ausstattung
Zur Ausstattung der Kirche gehörte eine polychromierte romanische Muttergottesstatue (Virgen de Matadars) aus der zweiten Hälfte des 12. Jahrhunderts, die sich heute im Museu Nacional d’Art de Catalunya in Barcelona befindet. Mit dem gekrönten und erwachsen wirkenden Jesusknaben auf dem Schoß entspricht sie dem Bildtypus der Sedes sapientiae; der Thron, auf dem Maria sitzt, hat Ähnlichkeit mit einer Stadtarchitektur – wahrscheinlich ist das Himmlische Jerusalem gemeint.